# كافيتسو
كافيتسو (بالإيطالية: Cavezzo)‏ هي بلدية في مقاطعة مودينا في إقليم إميليا رومانيا الإيطالي.

## السكان
في سنة 1861 بلغ عدد السكان 4٬541 نسمة، وتطور العدد ليصل في سنة 2011 لـ 7٬196 نسمة.
يظهر هذا المخطط البياني تطور النمو السكاني لـ كافيتسو

## أعلام
- نينو بورساري